# Дюксе, Боб
Боб Дюксе (англ. Bob Ducsay) — американский монтажёр, продюсер и сценарист. Он известен своими работами со своим другом Стивеном Соммерсом. Он смонтировал все фильмы Соммерса, а над некоторыми был продюсером.

## Фильмография
- Звёздные войны. Эпизод VIII / Star Wars: Episode VIII (монтажёр) (2017)
- Черепашки-ниндзя 2 / Teenage Mutant Ninja Turtles: Out of the Shadows (монтажёр) (2016)
- Годзилла / Godzilla (монтажёр) (2014)
- Джек — покоритель великанов / Jack the Giant Slayer (монтажёр) (2013)
- Петля времени / Looper (монтажёр) (2012)
- Бросок кобры / G.I. Joe: The Rise of Cobra (продюсер, монтажёр) (2009)
- Мумия: Гробница императора драконов / The Mummy: Tomb of the Dragon Emperor (продюсер) (2008)
- Ночь в музее / Night at the Museum (продюсер) (2006)
- Ван Хельсинг / Van Helsing (продюсер, монтажёр) (2004)
- Мумия возвращается / The Mummy Returns (монтажёр, продюсер) (2001)
- Мумия / The Mummy (монтажёр) (1999)
- Подъём с глубины / Deep Rising (монтажёр) (1998)
- Дрожь земли 2: Повторный удар / Tremors 2: Aftershocks (монтажёр) (1996)
- Книга джунглей / The Jungle Book (монтажёр) (1994)
- Приключения Гека Финна / The Adventures of Huck Finn (монтажёр) (1993)
- Поймай меня, если сможешь / Catch Me If You Can (монтажёр) (1989)